# Tigrioides pulverulenta
Tigrioides pulverulenta är en fjärilsart som beskrevs av Lucas 1890. Tigrioides pulverulenta ingår i släktet Tigrioides och familjen björnspinnare. Inga underarter finns listade i Catalogue of Life.